# Sedro-Woolley (Washington)
Sedro-Woolley es una ciudad ubicada en el condado de Skagit en el estado estadounidense de Washington. En el año 2000 tenía una población de 8.658 habitantes y una densidad poblacional de 983,2 personas por km².

## Geografía
Sedro-Woolley se encuentra ubicada en las coordenadas 48°30′18″N 122°14′6″O / 48.50500, -122.23500.

## Demografía
Según la Oficina del Censo en 2000 los ingresos medios por hogar en la localidad eran de $37.914, y los ingresos medios por familia eran $40.918. Los hombres tenían unos ingresos medios de $35.215 frente a los $23.636 para las mujeres. La renta per cápita para la localidad era de $16.517. Alrededor del 11,3% de la población estaban por debajo del umbral de pobreza.